# Lucas Gomes da Silva
Lucas Gomes da Silva, más conocido como Lucas Gomes (Bragança, Pará, 28 de mayo de 1990-La Unión, Antioquia, 28 de noviembre de 2016), fue un futbolista brasileño que se desempeñó como delantero. Su última actuación fue para Chapecoense, prestado por Londrina.

## Carrera
Nacido en Bragança, Lucas Gomes debutó en el equipo profesional de Bragantino en 2010. Después de jugar para clubes en el norte, Londrina lo contrató el 4 de mayo de 2013.
El 18 de septiembre de 2013, se prestó a Sampaio Corrêa para la disputa de la Serie C de 2013. Después de unirse al club de Maranhão, regresó a Londrina en diciembre  y formó parte del equipo que ganó el Campeonato Paranaense 2014 y nuevamente fue prestado, esta vez a Icasa, en julio de 2014.
El 23 de diciembre de 2014, Lucas Gomes fue prestado a Fluminense por un año. 
Fue anunciado como un refuerzo para Chapecoense en enero de 2016.

## Muerte
Lucas Gomes fue una de las víctimas fatales de la caída del Vuelo 2933 de LaMia, considerada la mayor tragedia en el deporte mundial, en la noche del 28 de noviembre de 2016. El avión transportaba al equipo Chapecoense a Medellín, donde jugaría el primer partido de la final de la Copa Sudamericana 2016. Además del equipo Chapecoense, el avión también transportaba a 21 periodistas brasileños que cubrirían el partido contra el Atlético Nacional (COL).

## Palmarés

### Londres
- Campeonato Paranaense: 2014

### Chapecoense
- Campeonato Catarinense: 2016
- Copa Sudamericana: 2016[6]